# Championnat de Chypre de football 1975-1976
Navigation
Saison précédente Saison suivante
La saison 1975-1976 du Championnat de Chypre de football était la 38e édition officielle du championnat de première division à Chypre. Les quinze meilleurs clubs du pays se retrouvent au sein d'une poule unique, la Cypriot First Division, où ils s'affrontent 2 fois, à domicile et à l'extérieur. Il n'y a pas de relégation en fin de saison, seul le champion de D2 est promu afin de faire passer le championnat de 15 à 16 clubs.
C'est le club de l'Omonia Nicosie, double tenant du titre, qui remporte le 6e titre de champion de Chypre de son histoire, il devance de 8 points le duo EN Paralimni-APOEL Nicosie. L'APOEL a vécu une fin de saison fantastique : devançant au goal-average l'EN Paralimni pour la 2e place qualificative en Coupe UEFA, ils accèdent également à la finale de la Coupe de Chypre, qu'ils remportent très facilement (6-0) face à l'Alki Larnaca.

## Les 15 clubs participants
| - Evagoras Paphos - AEL Limassol - Olympiakos Nicosie - Digenis Morphou - EPA Larnaca - ASIL Lysi - Omonia Nicosie - APOEL Nicosie | - Alki Larnaca - Pezoporikos Larnaca - Anorthosis Famagouste - Nea Salamina - Apollon Limassol - EN Paralimni - Aris Limassol |

## Compétition

### Classement
Le barème utilisé pour établir le classement est le suivant :
- Victoire : 2 points
- Match nul : 1 point
- Défaite : 0 point

| Rang | Équipe                | Pts | J  | G  | N  | P  | Bp | Bc | Diff |
| ---- | --------------------- | --- | -- | -- | -- | -- | -- | -- | ---- |
| 1    | Omonia Nicosie T      | 50  | 28 | 24 | 2  | 2  | 83 | 18 | +65  |
| 2    | APOEL Nicosie C       | 42  | 28 | 17 | 8  | 3  | 65 | 18 | +47  |
| 3    | EN Paralimni          | 42  | 28 | 17 | 8  | 3  | 45 | 19 | +26  |
| 4    | Pezoporikos Larnaca   | 33  | 28 | 11 | 11 | 6  | 32 | 18 | +14  |
| 5    | Anorthosis Famagouste | 32  | 28 | 10 | 12 | 6  | 39 | 30 | +9   |
| 6    | Olympiakos Nicosie    | 30  | 28 | 14 | 2  | 12 | 54 | 40 | +14  |
| 7    | Alki Larnaca          | 30  | 28 | 10 | 10 | 8  | 45 | 43 | +2   |
| 8    | AEL Limassol          | 30  | 28 | 11 | 8  | 9  | 39 | 44 | -5   |
| 9    | Apollon Limassol      | 29  | 28 | 10 | 9  | 9  | 43 | 36 | +7   |
| 10   | Nea Salamina          | 24  | 28 | 8  | 8  | 12 | 35 | 46 | -11  |
| 11   | EPA Larnaca           | 22  | 28 | 5  | 12 | 11 | 33 | 35 | -2   |
| 12   | Evagoras Paphos       | 18  | 28 | 6  | 6  | 16 | 30 | 68 | -38  |
| 13   | Digenis Morphou       | 20  | 28 | 5  | 7  | 16 | 31 | 65 | -34  |
| 14   | Aris Limassol         | 19  | 28 | 4  | 7  | 17 | 30 | 70 | -40  |
| 15   | ASIL Lysi             | 16  | 28 | 1  | 4  | 23 | 17 | 71 | -54  |

|  | Qualification pour la Coupe des clubs champions 1976-1977                              |
|  | Qualification pour la Coupe des Coupes 1976-1977                                       |
|  | Qualification pour la Coupe UEFA 1976-1977                                             |
|  | T : Tenant du titre C : Vainqueur de la Coupe de Chypre P : Promu de deuxième division |

## Bilan de la saison
| Championnat de Chypre de football 1975-1976 |                           |
| Champion                                    | Omonia Nicosie (6e titre) |
| Coupes et trophées                          |                           |
| Vainqueur de la Coupe de Chypre 1975-1976   | APOEL Nicosie             |
| Qualifications continentales                |                           |
| Coupe des clubs champions 1976-1977         | Omonia Nicosie            |
| Coupe des Coupes 1976-1977                  | APOEL Nicosie             |
| Coupe UEFA 1976-1977                        | EN Paralimni              |
| Promotions et relégations                   |                           |
| Promus en Cypriot First Division            | Chalkanoras Idaliou       |
| Relégués en Cypriot Second Division         | Aucun                     |